# منتخب زيمبابوي لكرة القدم
منتخب زيمبابوي لكرة القدم الملقب بالمحاربين وهو المنتخب الوطني في زيمبابوي ويديره اتحاد زيمبابوي لكرة القدم . كان الاسم السابق له هو منتخب جنوب روديسيا من 1939 إلى 1964 ثم منتخب روديسيا من 1964 إلى 1980 ثم أصبحت روديسيا زيمبابوي . لم يسبق له التأهل إلى بطولة كأس العالم وكان أول تأهل إلى بطولة كأس الأمم الأفريقية في 2004 .

## كأس الأمم الأفريقية
شارك المنتخب الزيمبابوي مرتين في كأس الأمم الأفريقية وقد كانت المرة الآولى في عام 2004 وقد أقيمت في تونس وفاز بها نسور قرطاج بجدارة واستحقاق ولكن كي لانبعد عن حديثنا فالمنتخب الزيمبابوي شارك في أول بطولة عام 2004 ووقع في مجموعة تضم مصر والكاميرون والجزائر وكان أحد الفرائس السهلة للمنتخبين المصري والكاميروني ولعب أولى مبارياته امام المنتخب المصري والتي هُزم فيها الأول بينتيجة هدفين لهدف تقدم حينها المنتخب المصري ثم تعادل الزيمبابوي ثم حسم محمد بركات الآمور وفاز بثنائية ليضيع المنتخب الزيمبابوي أولى ثلاث نقاط من تاريخه في البطولات الآفريقية على يد المصري ومن ثم إصطدم المنتخب الزيمبابوي مع الآسود الكاميرونيه ومن حسن الصدف كان حينها العصر الذهبي للمنتخب الكاميروني في وجود ايتو وامبوما وهُزم حينها المنتخب الزيمبابوي بخماسية نظيفة بعد أن تجرأ وتقدم على الآسود بهدف كان الرد قاسي جدا من الأسود وهزم المنتخب الزيمبابوي بخمسة اهداف مقابل ثلاثة واخر مباراة بالطبع كانت تحصيل حاصل لزيمبابوي والتي فاز فيها بهدفين لهدف على المنتخب الجزائري وخرج المنتخب الزيمبابوي وهو صاحب المركز الآخير في المجموعة برصيد أربعة نقط بفارق نقطة عن المنتخبي المصري والجزائري.
اما المرة الثانية :التي اقيمت في مصر والتي توقع الجميع انها أقوى بطولة في تاريخ كأس الآمم قبل البطولة الماضية بالطبع ووقع المنتخب الزيمبابوي لسوء حظة في البطولة الماضية في مجموعة الموت مع السنغال ونيجيريا وغانا وبالطبع لم ينتظر الشعب الزيمبابوي الفوز من لاعبيه ولكنه كان يطمح في الآداء الجيد وهذا الذي تم ولكن ليس بدرجة كبيرة وكانت مسيرة المنتخب الزيمبابوي في البطولة كالأتي : افتتح المنتخب الزيمبابوي البطولة بأولى مبارياته امام المنتخب السنغالي وكانت سوء بداية حين هزم بهدفين نظيفين من القاتل كامارا وعيسى با وبهذه المباراة فقد المنتخب الزيمبابوي أولى ثلاثة نقاط في البطولة وفي ثاني مباراة للمنتخب الزيمبابوي كانت امام النسور الخضراء منتخب نيجيريا وتكررت أيضا هزيمة المنتخب الزيمبابوي بثنائية نظيفة وكانت من أبودا وميكيل وبالتالي اضاع المنتخب الزيمبابوي ثلاثة نقاط أخرى من يديه وبالتالي أصبح خارج حسابات دور الثمانية ولعب المنتخب الزيمبابوي اخر مباراة له مباراة تحصيل الحاصل وكانت مثل اخر مباراة له في بطولة 2004 حيث التقى المنتخب الزيمبابوي مع منتخب غانا وفاز حينها المنتخب الزيمبابوي بثنائية لهدف احرزهم جأبريل عيسى وبنجامين موارواري فيما احرز لغانا بابا ادامو وكان الفوز غريب جدا على المنتخب الغاني ولم يكن يتوقعه أحد.
وشارك المنتخب الزيمبابوي في بطولة كوسافا أعوام:
2007 2006 2005 2004 2003 2002 2001 2000 1999 1998 1997 
وكان بطلا لاعوام :2000 عندما هزم في النهائي منتخب ليسوتو ذهاب وايابا 3-0
وفي2003هزم في النهائي منتخب ليسوتو 3-0 
وفي 2005هزم في النهائي منتخب زامبيا 2-1
وتحصل علي المركز الثاني في اعوام:
2001و2004و2007
اما البطولات الخمس الاخري لم يقدم شي يذكر

## تاريخ المشاركات

### كأس العالم
- 1930 : لم يشارك
- 1934 : لم يشارك
- 1938 : لم يشارك
- 1950 : لم يشارك
- 1954 : لم يشارك
- 1958 : لم يشارك
- 1962 : لم يشارك
- 1966 : لم يشارك
- 1970 : المرحلة التأهيلية
- 1974 : لم يشارك
- 1978 : لم يشارك
- 1982 : المرحلة التأهيلية
- 1986 : المرحلة التأهيلية
- 1990 : المرحلة التأهيلية
- 1994 : المرحلة التأهيلية
- 1998 : المرحلة التأهيلية
- 2002 : المرحلة التأهيلية
- 2006 : المرحلة التأهيلية
- 2010 : المرحلة التأهيلية
- 2014 : المرحلة التأهيلية
- 2018 : استبعدته الفيفا

### كأس الأمم الأفريقية
- 1957 : لم يشارك
- 1959 : لم يشارك
- 1962 : لم يشارك
- 1963 : لم يشارك
- 1965 : لم يشارك
- 1968 : لم يشارك
- 1970 : لم يشارك
- 1972 : لم يشارك
- 1974 : لم يشارك
- 1976 : لم يشارك
- 1978 : لم يشارك
- 1980 : لم يشارك
- 1982 : المرحلة التأهيلية
- 1984 : المرحلة التأهيلية
- 1986 : المرحلة التأهيلية
- 1988 : المرحلة التأهيلية
- 1990 : المرحلة التأهيلية
- 1992 : المرحلة التأهيلية
- 1994 : المرحلة التأهيلية
- 1996 : المرحلة التأهيلية
- 1998 : المرحلة التأهيلية
- 2000 : المرحلة التأهيلية
- 2002 : المرحلة التأهيلية
- 2004 : الدور الأول
- 2006 : الدور الأول
- 2008 : المرحلة التأهيلية
- 2010 : المرحلة التأهيلية
- 2012 : المرحلة التأهيلية
- 2013 : المرحلة التأهيلية
- 2015 : المرحلة التأهيلية
- 2017 : الدور الأول
- 2019 : متأهل

### كأس كوسافا
- 1997 : المرحلة التأهيلية
- 1998 :  الثاني
- 1999 : ربع نهائي
- 2000 :  فائز
- 2001 :  وصيف
- 2002 : ربع نهائي
- 2003 :  فائز
- 2004 : نصف نهائي
- 2005 :  فائز
- 2006 : نصف نهائي
- 2007 : المرحلة التأهيلية
- 2008 : ربع نهائي
- 2009 :  فائز
- 2013 :  وصيف
- 2015 : الدور الأول
- 2016 : الدور الأول
- 2017 :  فائز
- 2018 :  فائز

## وصلات خارجية
الموقع الرسمي لاتحاد كرة القدم